# Égrenage

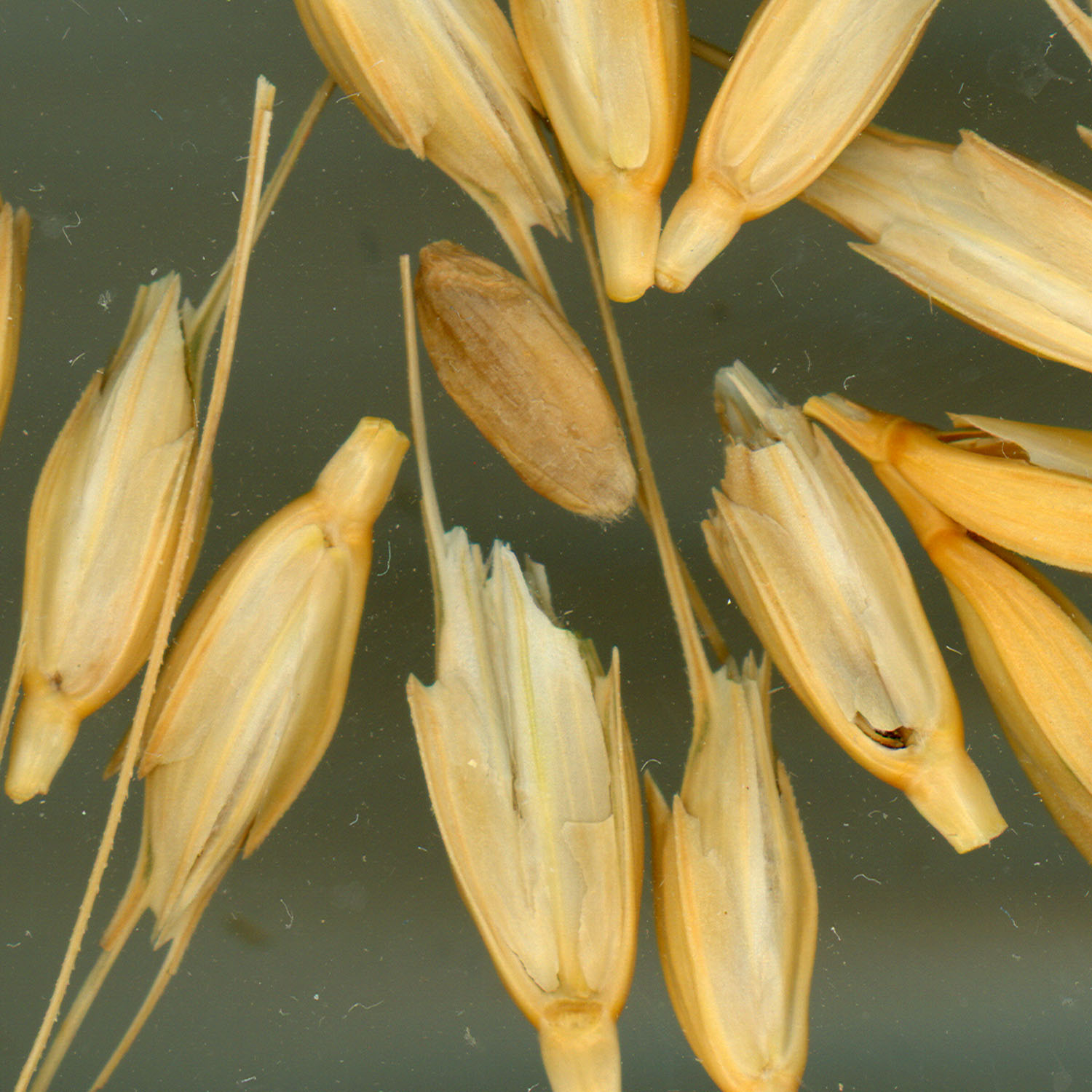
Épillets d'engrain (Triticum monococcum).

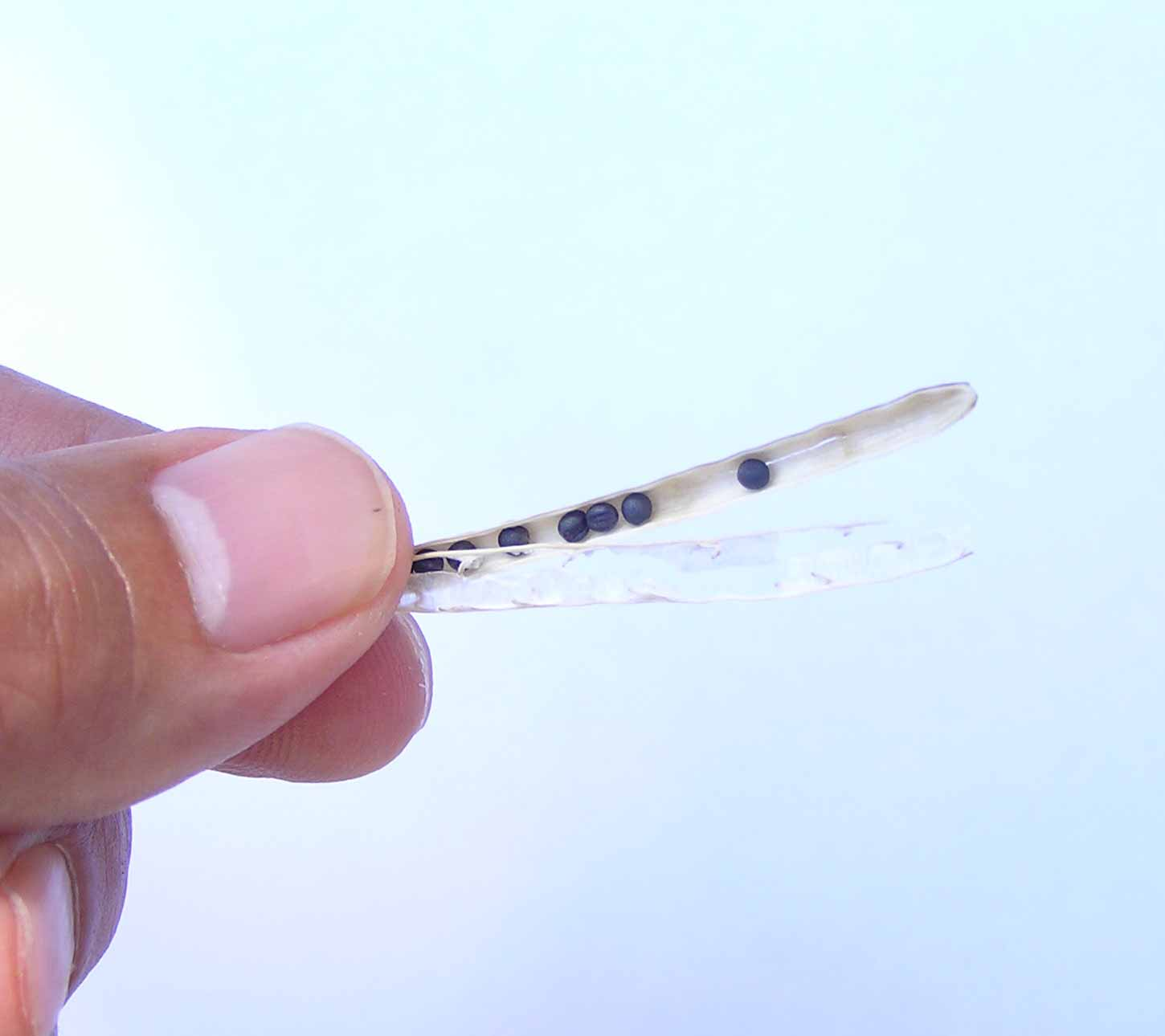
Chez de nombreuses plantes cultivées, l'égrenage implique la déhiscence du fruit mûr, une silique par exemple chez Brassica napus.

Pour les articles homonymes, voir Égrenage (homonymie).
En agriculture, l'égrenage est la dispersion spontanée des graines d'une plante cultivée arrivées à maturité. C'est un caractère naturel, « primitif », qui favorise la multiplication des plantes, mais pour les agriculteurs ce processus est généralement indésirable chez les plantes cultivées car il peut entraîner des pertes à la récolte.
L'absence d'égrenage spontané à maturité est un caractère commandé par des mutations génétiques.
Dans l'histoire de la domestication des plantes cultivées, ce caractère est l'un des premiers qui a été sélectionné dès les débuts de l'agriculture.
Une mutation particulièrement importante, qui a été sélectionnée très tôt dans l'histoire de l'agriculture a supprimé le problème du « rachis cassant » du blé.
Chez les céréales (monocotylédones), l'égrenage est lié à l'abscission des épillets qui se séparent de la panicule (riz, millet) ou à la désarticulation de l'axe des épis (blé, orge, seigle). Chez les blés de types sauvages par exemple, l'épi est facilement décomposé en unités de dispersion, ou semences, par désarticulation à la suite d'un simple contact ou sous l'effet du vent. En effet, pendant la période de maturation, une série de couches d'abscission divisent le rachis en segments courts, qui restent attachés chacun à un seul épillet (lequel peut contenir 2 à 3 grains avec la balle).
Chez les dicotylédones, un autre type de mécanisme d'égrenage est lié à la déhiscence du fruit mûr, qui libère les nombreuses graines contenues dans le fruit. Ce mécanisme concerne les fruits secs déhiscents tels que gousses (Fabaceae), siliques (Brassicaceae), capsules (lin, sésame...), etc.
Les priorités actuelles de recherche pour comprendre la génétique de l'égrenage spontané concernent notamment les cultures suivantes :  orge,  sarrasin,  amaranthe,  colza (Brassica napus).
Le sésame et le  colza sont récoltés avant que les graines soient complètement mûres, pour éviter que les capsules ou les gousses ne s'ouvrent et perdent leurs graines,.